# Charlotte Amalie de Hesse-Philippsthal

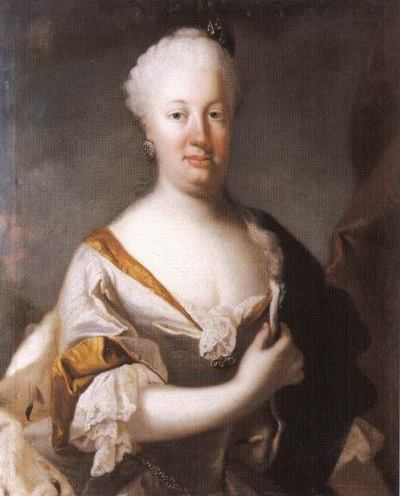
Charlotte Amalie de Hesse-Philippsthal

Charlotte Amalie de Hesse-Philippsthal (11 august 1730, Philippsthal – 7 septembrie 1801, Meiningen), a fost ducesă și regentă din 1763 până în 1782 de Saxa-Meiningen.

## Biografie
Charlotte Amalie a fost fiica landgrafului Karl I de Hesse-Philippsthal și a soției acestuia, Prințesa Christina de Saxa-Eisenach.  În 1750, când ea avea 20 de ani, s-a căsătorit cu ducele în vârstă de 63 de ani Anton Ulrich de Saxa-Meiningen cu care a avut opt copii.
Ducele a prevăzut în ultimul său testament ca Charlotte Amalie să acționeze ca singurul tutore al fiii lor și regentă de Saxa-Meiningen. Anton Ulrich s-a retras la Frankfurt, departe de certurile de familie, și a locuit acolo cu familia sa. După moartea soțului ei, ea a călătorit mai întâi la Philippsthal să aștepte o decizie imperial care s-o confirme în calitatea de regentă. Rudele de la Gotha au călătorit în Meiningen în așteptarea moștenirii. După ce decizia imperială a confirmat-o în calitate de regentă, ea s-a putut muta la Meiningen.
Când a preluat domnia în 1763, țara era ruinată din punct de vedere financiar și economic. Cu măsuri și reforme de austeritate strictă asupra reconstrucției economice și de promovare a vieții spirituale, ea este considerată a fi "salvatoarea ducatului". Numirea de noi miniștri, cum ar fi Adolph Gottlieb von Eyben, a permis guvernului să funcționeze eficient din nou în termen de un an. Sistemul sofisticat de economii și analiză financiară de la curte a atras atenția împăratului Iosif al II-lea, care a numit-o în funcția de director al Comisiei pentru a salva ducatul de Saxa-Hildburghausen.

### Copii
Charlotte Amalie și Anton Ulrich au avut opt copii:
- Prințesa Marie Charlotte Amalie Ernestine Wilhelmine Philippine de Saxa-Meiningen (n. Frankfurt, 11 septembrie 1751 – d. Genoa, 25 aprilie 1827); căsătorită la 21 martie 1769 cu Ernest al II-lea, Duce de Saxa-Gotha-Altenburg.
- Prințesa Wilhelmine Louise Christiane de Saxa-Meiningen (n. Frankfurt, 6 august 1752 – d. Kassel, 3 iunie 1805), căsătorită la 18 octombrie 1781 cu Adolph, Landgraf de Hesse-Philippsthal-Barchfeld.
- Prințesa Elisabeta Sofia Wilhelmine Frederica de Saxa-Meiningen (n. Frankfurt, 11 septembrie 1753 – d. Frankfurt, 3 februarie 1754).
- August Frederick Karl Wilhelm, Duce de Saxa-Meiningen (n. Frankfurt, 19 noiembrie 1754 – d. Sonneberg, 21 iulie 1782).
- Prințul Frederick Franz Ernst Ludwig de Saxa-Meiningen (n. Frankfurt, 16 martie 1756 – d. Frankfurt, 25 martie 1761).
- Prințul Frederick Wilhelm de Saxa-Meiningen (n. Frankfurt, 18 mai 1757 – d. Frankfurt, 13 aprilie 1758).
- Georg I Frederick Karl, Duce de Saxa-Meiningen (n. Frankfurt, 4 februarie 1761 – d. Meiningen, 24 decembrie 1803).
- Prințesa Amalie Auguste Caroline Luise of Saxe-Meiningen (n. Frankfurt, 4 martie 1762 – d. Carolath, 28 mai 1798); căsătorită la 10 februarie 1783 cu Heinrich Karl Erdmann de Carolath-Beuthen.